# アキレス腱固め

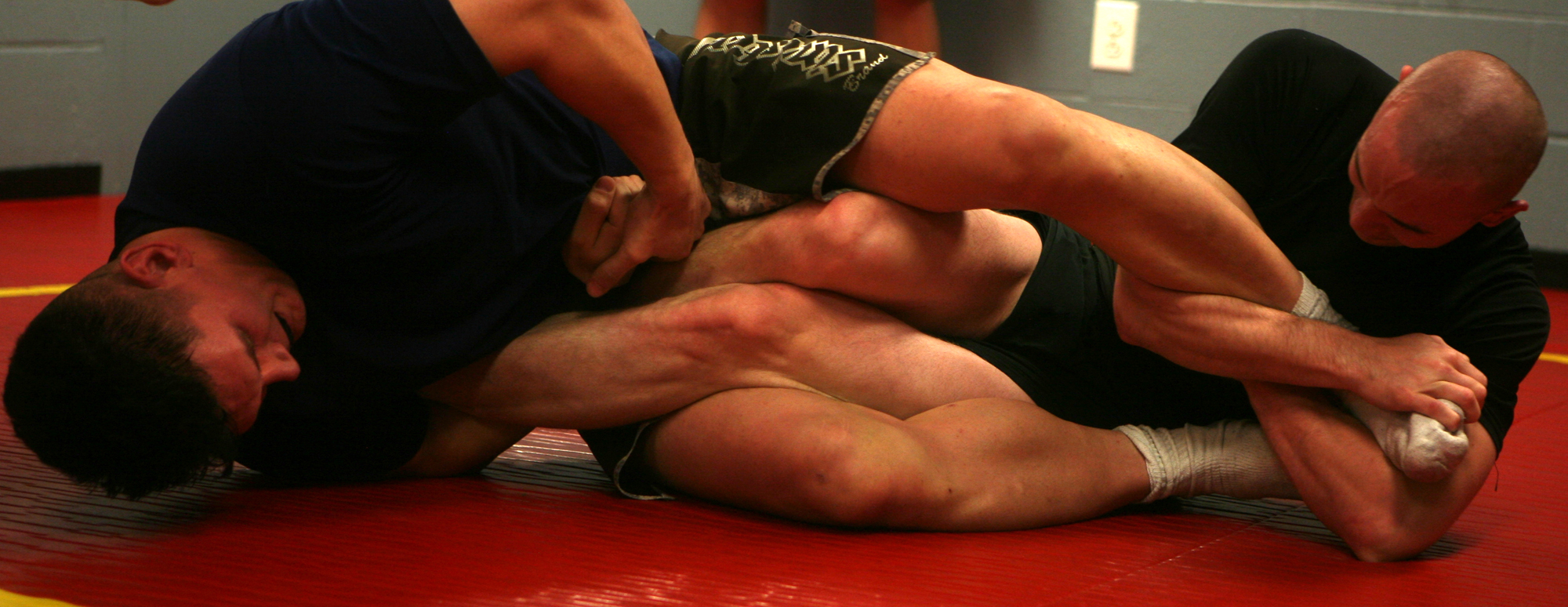
左の選手によるアキレス腱固めの片足挫。右の選手は内向きトーホールドで対抗。

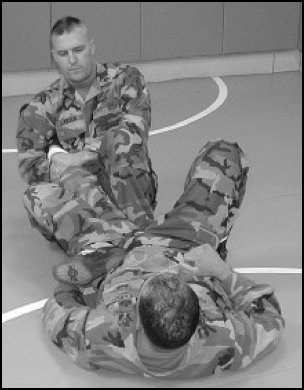
アキレス腱固めの一種片足挫腹足

アキレス腱固め（アキレスけんがため）は、主に総合格闘技、サンボ、プロレス等で使用される、相手のアキレス腱を絞る関節技の一種である。柔道技、柔術技に足挫（あしひしぎ、あしくじき、あししぎ）という名称で存在したがのちに柔道では削除され禁止技となり、柔道形の中にも見られなくなった。英名ストレートフットロック (Straight foot lock) など。別名アキレス絞め（アキレスじめ）、足締、アキレス・テンダン・ホールド (achilles' tendon hold) 。

## 概要
受の片脚を腕で抱え、手首の骨の固い部分（横の部分）を受のアキレス腱に垂直に当てるようにして、体ごと反り返るように極める。一般的には、受のアキレス腱を骨で圧迫することによって激痛を与え、それにより屈伏を強いる技であり、関節構造を破壊するものではない。ただし、人により技のかけ方がかなり異なる技でもあり、極まる部分は人それぞれである。例えば、足首を腋で深く抱え込んでねじり絞るやり方では、アンクルホールド同様足首が極まる。アキレス腱ではなく、外踝や内踝など骨が皮下に露出した部分を、強く圧迫することで激痛を与えるやり方もある。難しい技であり、人のレベルや筋力によっては、無抵抗の相手にかけても、全くかからない場合もある。それぞれ、実際にアキレス腱を断裂することはまずない（一般的外傷でのアキレス腱断裂も、外部からの圧迫ではなく、アキレス腱が上下に伸ばされることで起こる）。しかし、アキレス腱への圧迫という特異な刺激に慣れていない選手などに対して一瞬でタップを引き起こさせるなどの効果があり、（アキレス腱が切れるのではないかと思わせる程の激痛を与えることに拠る）総合格闘技においても時折決め技となるケースがある。手の組み方はもう一方の手で手首を掴んだり、もう一方の前腕を掴みもう一方の手で相手の脛を抑えたり、自身の上衣の襟を掴んだりする。

## バリエーション

### 片足挫
片足挫（かたあしひしぎ）は受の片方の足へのアキレス腱固め。格闘家の佐山聡によると、相手の右足を左腋でとる場合を「順足」と呼び、左手首付近を相手のアキレス腱辺りにあて、左足を左腋で取る場合を「逆足」と呼び、左手首よりやや肘側を相手のアキレス腱辺りにあてる。
試合での実例
- UFC 24第2試合ヘビー級5分2R

○スコット・アダムス （1R 3:09 ヒールフック） イアン・フリーマン×
実際はアキレス腱固めの片足挫である。

#### スタンディング・アキレス・ホールド
スタンディング・アキレス・ホールドは受は仰向け、取は立ち姿勢の片足挫。吊り上げる様に極めてもよい。

#### 片足挫腹足
片足挫腹足（かたあしひしぎはらあし）は取の外側の脚で受の腹を抑えての片足挫。ブラジリアン柔術では国際ブラジリアン柔術連盟、国際柔術連盟ともに受の腹付近に置く取の足 (foot) が受の体の中心線を超えると失格となる。

#### 片足挫返
片足挫返（かたあしひしぎがえし）は受はうつ伏せ、取は立ち姿勢の逆片エビ固めの形の片足挫。記録映画『柔道の真髄 三船十段』で「足挫」（あしくじき）の名称で演じられている。別名裏アキレス腱固め（うらあきれすけんがため）。

#### リバース・アキレス・ホールド
リバース・アキレス・ホールドはうつ伏せの受へ取が両膝で受の右膝を挟み受の右足甲を右肩に当て両掌を組んで右手首ないしは右前腕を受の右アキレス腱にあてて腕挫腕固のような形で極める片足挫。取は仰向けになって受の脚を延ばす形と取は座って受の脚は曲げる形がある。別名裏斬り（うらぎり）、裏アキレス腱固め（うらアキレスけんがため）。

#### 裏アキレス腱固め
裏アキレス腱固め（うらあきれすけんがため）はアキレス腱を抱えたまま取が反転しうつぶせになって（受も強制的にうつぶせに転がされる）極める片足挫。受の体が反らされると極まりやすく、うつぶせでは丸まることが難しいことや、この技の方が受が抱えた足を蹴って脱出することが困難になるため、より極まりやすい。取がより極まり易いこの技を狙うのは定石である。近年では「アキレス腱固め」と表記されることが多い。

#### レッグ・ロック・アキレス・ホールド
レッグ・ロック・アキレス・ホールドは受の両脚を交差させての片足挫。両者寝姿勢仰向けで右腕で受の左足に片足挫の基本形を仕掛け、受が右足で蹴るなどして抵抗してきたら、左手で受の右足を持って曲げて受の左脚の上に乗せ右脚を受の右足首辺りに乗せ、左脚を受の両脚で作られた三角に下から通して受の両脚をロックし両手をパーム・トゥ・パームに組んで受の左足に片足挫を極める。右肘を床につける様に捻り込むと左脚首だけでなく左股関節、右膝関節も極まる。

#### 膝押しアキレス腱固め
膝押しアキレス腱固め（ひざおしアキレスけんがため）は膝で相手の膝を押しながらの片足挫。相手の左アキレス腱に右腋で片足挫を掛けようとしたら、相手が左脚を伸ばして抵抗してきた時、右膝で相手の左膝裏を押して相手の左脚を曲げて片足挫を極める。

#### 竜巻旋風足首固め
竜巻旋風足首固め（たつまきせんぷうあしくびがため）はジャイアントスイングからの片足挫。須藤元気が PANCRASE 2000 TRANS TOUR でグレイグ・オックスレーに極めている。

### 両足挫
両足挫（りょうあしひしぎ）は受の両方の足へのアキレス腱固め。受は仰向け、取は立ち姿勢の両足挫もある。

#### 両足挫腹足
両足挫腹足（りょうあしひしぎはらあし）は取の両脚で受の両脚を外側から挟むようにして両足で腹を抑えての両足挫。

#### 両足挫返
両足挫返（りょうあしひしぎがえし）は受はうつ伏せ、取は立ち姿勢の逆エビ固めの形の両足挫。

### 指詰
指詰（ゆびづめ）は相手の肘の代わりにアキレス腱に掛ける肩袈裟固からの腕挫腕固の様なアキレス腱固め。仰向けの相手に背を向け左腋下で相手の右脚を挟み、右手で相手の右足の指先を甲側から掴み左掌を下に向けて右手首を掴み、左手首を相手の右アキレス腱に当て右手で相手の右足指を足の裏の方に曲げる。

### 足撚
足撚（あしより）は左脚を相手の股間を通して相手の腹を抑え起き上がれないようにし、相手の両脚を左ふくらはぎと右脛が当たる形で交差させ左腕で抱え、両手で相手の右踵を持ち相手の右脛で相手の左アキレス腱を抑える関節技。クロス・ヒールホールドに似た神道六合流柔術の技。

### クロス・ヒールホールド
クロス・ヒールホールドは右腋で相手の右足を挟み相手の右足首下を通した左脚の左足を右手首でフックし両手を組んで持ち上げ相手の右脛で相手の左アキレス腱を抑える関節技。足撚に似た技。リングスのヴォルク・ハンが得意としていた。

## 禁止技化
1899年5月、大日本武徳会本部第5回演武大会での試合に先立ち、審判の協議が行われた。委員長の嘉納治五郎は、足挫は足の神経を害する点があり、体育的にも面白くないので廃止したい、と提案。足挫を得意とした不遷流の田辺又右衛門が、足挫は人命には及ばない、古流柔術にとっては非常な打撃だ、と真っ向から反対した。他の古流の面々も広島の松田魁輔を除いて嘉納案に賛成し、嘉納案が採用された。
足挫は柔道や柔術の審判規程においては足首の関節技として足取緘などと一括りにあつかわれた。1899年、大日本武徳会において大日本武徳会柔術試合審判規定を制定した際、書籍『柔道五十年』、『柔道必携 審判の巻』、『柔道大事典』によると禁止となる。『月刊秘伝』誌によるとこの制定の評議は委員長が嘉納治五郎であり、上述の協議のことであろう、としている。一方、書籍『最新スポーツ大事典』によると禁止していなかった。禁止年は講道館においても諸説ある。
ブラジリアン柔術では国際ブラジリアン柔術連盟、国際柔術連盟ともにティーン (U16) 以下では禁止技である。

## 補足
この技は新日本プロレスの道場にて裏技（試合ではあまり使われない技）の一つとして、プロレス専門誌でも道場練習の公開の際に名称無しで触れられる程度であった。新日本プロレス道場で、藤波辰爾とジャンボ鶴田がスパーリングしている写真がプロレス誌に乗ったが、その際に互いにこの技をかけているものの話題にならなかった。これが注目を浴びたのは旧UWFで決め技とされたことから。さらに1986年2月6日のアントニオ猪木vs藤原喜明戦で、藤原が猪木に掛けた際に「極め方が微妙に違う」と発言したのを受けたのが、この技の流行の極致とされる。
なお、アキレス腱絞めを専門誌等をにぎわせた嚆矢となったのは、クラッシュギャルズが結成後に初挑戦したWWWA世界タッグ王座戦前に、チャンピオンであった大森ゆかりが、空手の蹴りを得意としたクラッシュへの防御技として、習得をアピールした際である。